# Sitaris muralis
Sitaris muralis – gatunek chrząszcza z rodziny majkowatych. Charakteryzuje się zwężonymi pokrywami. Występuje głównie na południu Europy, spotykany w pobliżu gniazd pszczół, w których gniazdach jego larwy pasożytują. Imagines nie pobierają pokarmu, pojawiają się w sierpniu. Rozwój przebiega podobnie jak u innych majkowatych. Jeden z siedmiu gatunków rodzaju Sitaris występujących w Europie.
Gatunek bardzo rzadko spotykany w Polsce. Wykazany z Niziny Wielkopolsko-Kujawskiej (Święciechowa). Częsty na Słowacji i Podolu.